# Nathaniel Colgan
Nathaniel Colgan est un botaniste et biologiste marin irlandais né en 1851 à Dublin et mort en 1919.
Il est principalement connu pour ses travaux sur l'identification de l'espèce du trèfle irlandais.

## Biographie
À 20 ans, après ses études à Dublin, il devient greffier au tribunal de police de Dublin et le restera jusqu'à sa retraite en 1916. 
Il voyage régulièrement en Europe (France, Italie, Suisse, ...) et au Maroc. Il écrit des articles pour le journal Varieties, dont il deviendra l'éditeur en chef.
À la suite de sa découverte d'une plante rare, il commence à s'intéresser de plus près à la nature et fait connaissance de figures de la botanique telles que Robert Lloyd Praeger, Alexander Goodman More (en) et l'archévèque de Dublin Charles D'Arcy (en).
En 1892, il entreprend d'identifier l'espèce botanique représentée par le trèfle irlandais, en demandant à des habitants de différents comtés d'Irlande de lui envoyer un spécimen de trèfle irlandais. En conclusion, la moitié des Irlandais ayant répondu estime qu'il s'agit du trèfle douteux, et un tiers pense qu'il s'agit du trèfle blanc.
Autodidacte en sciences naturelles, il devient néanmoins membre de l'académie royale d'irlande en 1894. 
Avec Reginald William Scully, il achève et publie en 1898 la deuxième édition de l'ouvrage Contributions towards a Cybele hibernica démarré par son ami A.G. More décédé en 1895.
Il étudie les plantes vivant autour de Dublin et publie en 1904 son ouvrage principal Flora of the County Dublin, qui liste les plantes avec leur nom latin et leur nom irlandais, et leur localisation.
Il s'intéresse également à la biologie marine, notamment aux nudibranches, et participe à la Campagne d'étude de Clare Island (en) en 1909.
À sa mort, il lègue sa vaste collection de mollusques au musée national d'Irlande.

## Principales Publications
- 1892 : The Shamrock: an attempt to fix its species.
- 1893 : The Shamrock: a further attempt to fix its species.
- 1898 : Contributions towards a Cybele hibernica, being outlines of the geographical distribution of plants in Ireland.
- 1904 : Flora of the County Dublin: Flowering Plants, Higher Cryptogams, and Characeae[2].
- 1911 : A Biological Survey of Clare Island in the County of Mayo, Ireland and of the Adjoining District[5],[6].

## Espèces découvertes
- 1902 : Senecio x albescens[7].